# Grattacieli di Singapore

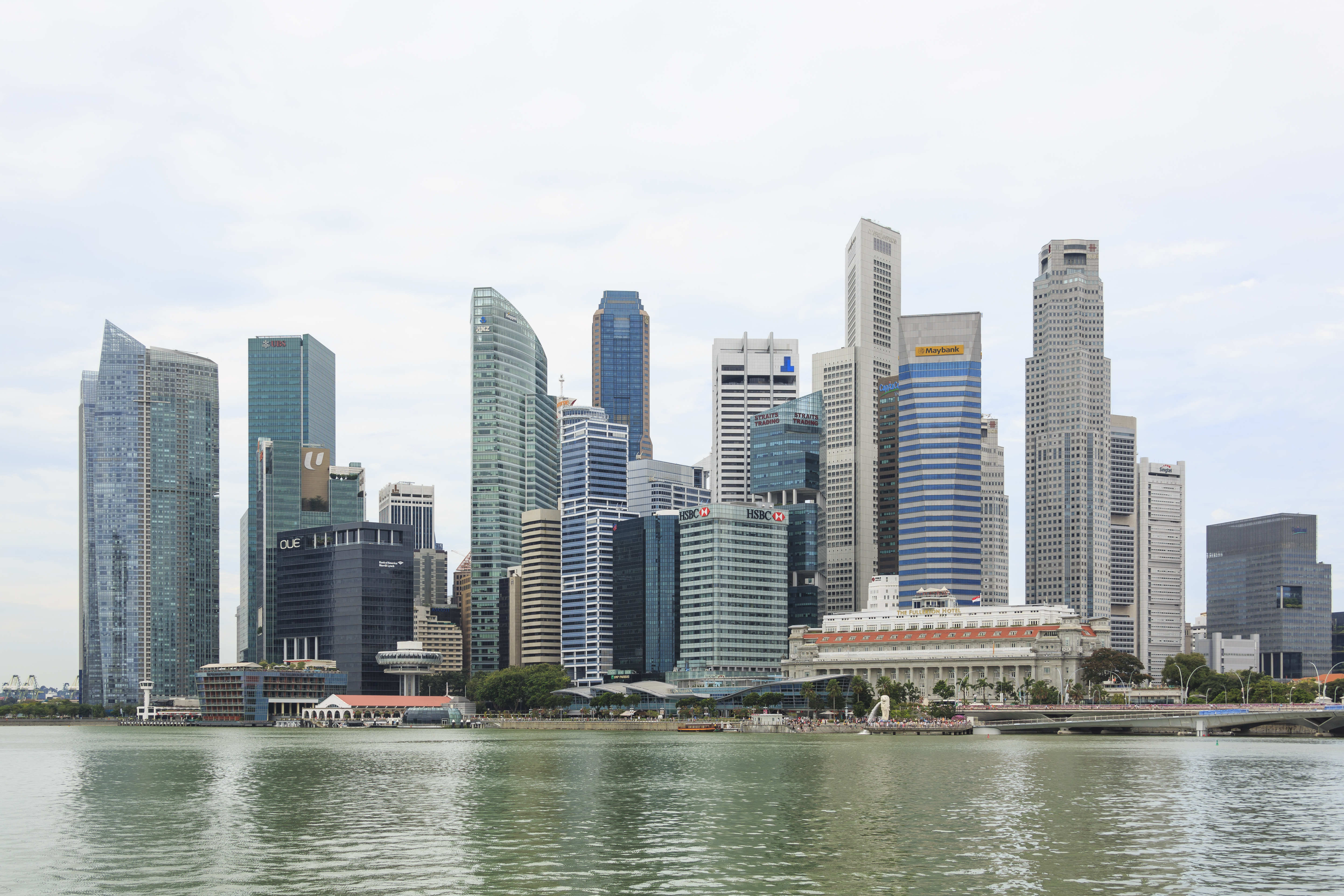
Skyline di Singapore nel 2015

La città-stato di Singapore ha oltre 4.300 grattacieli completati, la maggior parte delle quali si trovano nel cuore della città. In città, ci sono 64 grattacieli con una altezza superiore a 140 metri (459 ft).
Tre edifici condividono il titolo di edificio più alto di Singapore: United Overseas Bank Plaza One, Republic Plaza e One Raffles Place (ex Overseas Union Bank Centre). I grattacieli, condividono anche il 128º posto nel mondo, 280 m.

## Storia
Il primo grattacielo di Singapore è stato il Cathay Building completato nel 1939. La struttura di 70 metri di altezza (230 ft) era, al momento del suo completamento, l'edificio più alto nel Sudest asiatico; è stato sostituito dal Asia Insurance Building nel 1954 (87 metri), che è rimasto il più alto di Singapore fino al 1958 quando è stato completato il Shaw Centre (100 m).
Singapore ha attraversato un boom edilizio importante negli anni 1970 e 1980 che ha portato dalla rapida industrializzazione della città. Durante questo tempo, l'Overseas Union Bank Centre è diventato l'edificio più alto della città; la struttura alta 280 m è stato anche l'edificio più alto del mondo al di fuori del Nord America dal 1986 fino al 1989, quando la Bank of China Tower di Hong Kong è stato completata. Il boom nella costruzione dei grattacieli continuò durante gli anni '90 e 2000, con 30 grattacieli di almeno 140 m di altezza, molti dei quali torri residenziali, costruiti dal 1990 al 2008.
A partire dal 2000, si è registrato un forte aumento del numero di grattacieli in costruzione nella zona della città, in particolare nel quartiere di Marina Bay. Un progetto in costruzione a Marina Centre è il Marina Bay Financial Centre, che comprende 3 torri di uffici che offrono 280.000 metri quadrati di superficie, 2 sviluppi residenziali che offrono 649 appartamenti di lusso per una supercicie complessiva di 16.400 metri quadrati, centro commerciale, di nome Marina Bay Link Mall.
Ci sono altri nuovi sviluppi nel centro della città, Orchard Road. The Orchard Residences è un progetto che prevede una torre di 43 piani e 245 m di altezza, e centro commerciale collegato.
Inoltre, è iniziata la costruzione a Raffles Place del Ocean Financial Centre, un grattacielo progettato di 43 piani e 218 m di altezza.

## Elenco

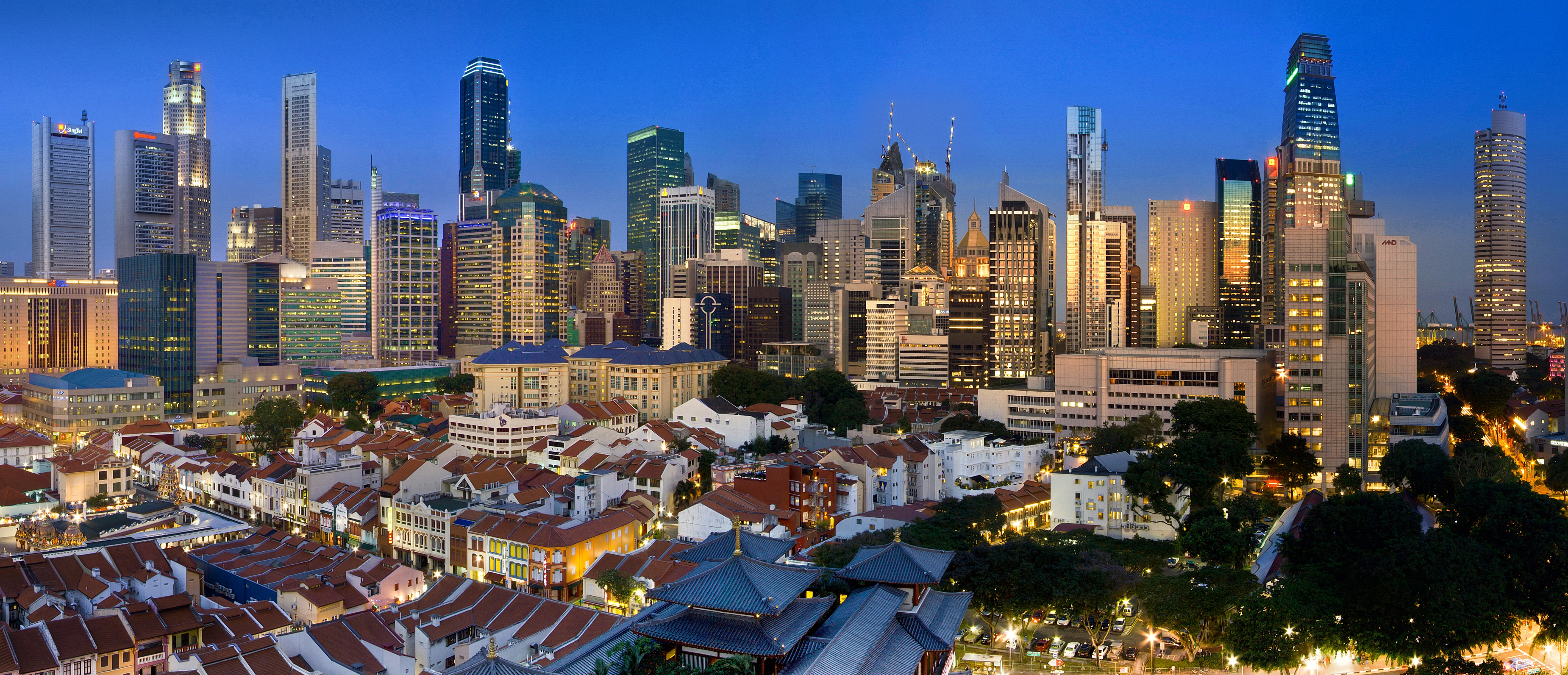
Panorama di skyline di Singapore al crepuscolo

### Completati
| Rank | Nome                                 | Immagine | Altezza (m) | Altezza (ft) | Piani | Anno | Coordinate                  | Note |
| ---- | ------------------------------------ | --- | ----------- | ------------ | ----- | ---- | --------------------------- | --- |
| 1=   | One Raffles Place                    | Ground-level view of 60-storey building whose cross section is a square with a diagonal projection from one corner. In the top 10 storeys part of the square is missing and only a diagonal remains. | 280         | 920          | 63    | 1986 | 1°17′04.89″N 103°51′03.7″E  | |
| 1=   | Republic Plaza                       | Ground-level view of 70-storey building. The exterior has a reddish hue with dark windows. The building tapers slightly at two points. | 280         | 920          | 66    | 1995 | 1°16′58″N 103°51′04″E       | |
| 1=   | United Overseas Bank Plaza One       | Ground-level view of several skyscrapers; the building on the right is the tallest and has a square cross section with several diagonal protrusions. A shorter building on the left resembles it closely. | 280         | 920          | 67    | 1992 | 1°17′08″N 103°50′59″E       | |
| 4    | Capital Tower                        | Ground-level view of a 50-storey building with a rectangular cross section; near the 40th floor the building tapers inward | 254         | 833          | 52    | 2000 | 1°16′39″N 103°50′51″E       | |
| 5=   | One Raffles Quay North Tower         | Ground-level view of two square buildings with identical all-glass facades | 245         | 804          | 50    | 2006 | 1°16′53.04″N 103°51′06.52″E | |
| 5=   | The Sail @ Marina Bay Tower 1        | Ground-level view of two curved buildings that slightly resemble sails; the sun is setting in the distance. | 245         | 804          | 70    | 2008 | 1°16′51.97″N 103°51′10.06″E | |
| 5=   | Marina Bay Financial Centre Tower 3  | Marina Bay Financial Centre | 245         | 804          | 45    | 2012 | 1°16′48.13″N 103°51′15.08″E | [ 12 ] |
| 5=   | Ocean Financial Centre               | | 245         | 804          | 43    | 2011 | 1°16′59.52″N 103°51′10.77″E | [ 11 ] [ 13 ] [ 14 ] |
| 9    | Marina Bay Financial Centre Tower 2  | Marina Bay Financial Centre under construction | 239         | 784          | 49    | 2010 | 1°16′48.13″N 103°51′15.08″E | [ 15 ] |
| 10   | 8 Shenton Way                        | Ground-level view of a 50-storey cylindrical tower with black windows and a small cut-out near the roofline | 235         | 771          | 52    | 1986 | 1°16′33″N 103°50′50″E       | Più alto edificio a forma cilindrica in tutto il mondo; conosciuto anche come Axa Tower                                    |
| 11   | Marina Bay Residences                | | 227         | 745          | 61    | 2011 | 1°16′48.13″N 103°51′15.08″E | [ 9 ] |
| 12   | Swissôtel The Stamford               | Ground-level view of a tall, white cylindrical tower and a shorter cuboidal building | 226         | 741          | 73    | 1986 | 1°17′36″N 103°51′12″E       | L'hotel più alto di Singapore; hotel più alto del mondo al momento della costruzione; più alto numero di piani a Singapore |
| 13   | Millennia Tower                      | Side view of a 40-story building with a square cross section; the building tapers into a partial pyramid near the roofline. | 223         | 732          | 41    | 1996 | 1°17′34″N 103°51′37″E       | [ 20 ] [ 21 ] |
| 14   | The Orchard Residences               | Side view of a 56-storey building attached to a luxury shopping mall in the foreground. | 218         | 715          | 52    | 2010 | 1°18′15.01″N 103°49′54.2″E  | [ 22 ] |
| 15   | The Sail @ Marina Bay Tower 2        | Ground-level view of two curved buildings that slightly resemble sails; the sun is setting in the distance. | 215         | 705          | 63    | 2008 | 1°16′51.97″N 103°51′10.06″E | Inoltre conosciuto come il Central Park Tower                                                                              |
| 16   | One Shenton Way Tower 1              | One Shenton Way | 214         | 702          | 50    | 2011 |                             | [ 25 ] |
| 17   | OUE Downtown Tower 1                 | Distant view of a box-like building with many black ridges; a similar-looking building is located directly behind it. | 201         | 659          | 50    | 1975 | 1°16′37.4″N 103°50′54.06″E  | Più alto edificio costruito a Singapore nel 1970                                                                           |
| 18   | OCBC Centre                          | Ground level view of a box-like building with rounded, windowless side exteriors | 198         | 650          | 52    | 1976 | 1°17′07″N 103°50′57″E       | [ 28 ] [ 29 ] |
| 19=  | Marina Bay Sands Tower 1             | Wooden model showing three skyscrapers; the towers are joined by a terrace that stretches out between their respective roofs, protruding over the edge of each tower. | 194         | 636          | 57    | 2010 | 1°17′07.9″N 103°51′39.34″E  | [ 30 ] [ 31 ] |
| 19=  | Marina Bay Sands Tower 2             | Wooden model showing three skyscrapers; the towers are joined by a terrace that stretches out between their respective roofs, protruding over the edge of each tower. | 194         | 636          | 57    | 2010 | 1°17′07.9″N 103°51′39.34″E  | [ 31 ] [ 32 ] |
| 19=  | Marina Bay Sands Tower 3             | Wooden model showing three skyscrapers; the towers are joined by a terrace that stretches out between their respective roofs, protruding over the edge of each tower. | 194         | 636          | 57    | 2010 | 1°17′07.9″N 103°51′39.34″E  | [ 31 ] [ 33 ] |
| 22=  | International Plaza                  | Ground-level view of 50-storey box-like building with dark, receded windows and cut-off, diagonal corners | 190         | 623          | 50    | 1976 | 1°16′33.5″N 103°50′43.9″E   | [ 34 ] [ 35 ] |
| 22=  | Singapore Land Tower                 | Ground-level view of a 50-storey white tower with a rectangular cross section and dark windows | 190         | 623          | 48    | 1980 | 1°17′04.78″N 103°51′06.78″E | [ 36 ] [ 37 ] |
| 24=  | SGX Centre One                       | Ground-level view of a 30-storey building with a rounded, glass facade on one side and a straight-edged facade of concrete and windows on another; the concrete siding protrudes above the roofline | 187         | 614          | 30    | 2000 | 1°16′46.97″N 103°51′00.06″E | [ 38 ] |
| 24=  | SGX Centre Two                       | Ground-level view of a 30-storey building with a rounded, glass facade on one side and a straight-edged facade of concrete and windows on another; the concrete siding protrudes above the roofline | 187         | 614          | 30    | 2001 | 1°16′43.81″N 103°50′57.97″E | [ 39 ] |
| 26   | PSA Building                         | | 183         | 600          | 42    | 1986 | 1°16′24.87″N 103°48′04.37″E | [ 40 ] [ 41 ] |
| 27=  | Suntec City Tower 1                  | Ground-level view of two identical 45-storey towers with rectangular cross sections; a diagonal cut-out is present on each tower near the 30th floor | 181         | 594          | 45    | 1997 | 1°17′40″N 103°51′30″E       | [ 42 ] [ 43 ] |
| 27=  | Suntec City Tower 2                  | Ground-level view of two identical 45-storey towers with rectangular cross sections; a diagonal cut-out is present on each tower near the 30th floor | 181         | 594          | 45    | 1997 | 1°17′40″N 103°51′30″E       | [ 44 ] [ 45 ] |
| 27=  | Suntec City Tower 3                  | Ground-level view of two identical 45-storey towers with rectangular cross sections; a diagonal cut-out is present on each tower near the 30th floor | 181         | 594          | 45    | 1997 | 1°17′40″N 103°51′30″E       | [ 46 ] [ 47 ] |
| 27=  | Suntec City Tower 4                  | Ground-level view of two identical 45-storey towers with rectangular cross sections; a diagonal cut-out is present on each tower near the 30th floor | 181         | 594          | 45    | 1997 | 1°17′40″N 103°51′30″E       | [ 48 ] [ 49 ] |
| 31   | 16 Collyer Quay                      | Ground-level view of a 40-storey building with a glass facade and rectangular cross section; three levels of windows recede inward at various points up the tower, and a spire is present on the roof. | 179         | 587          | 33    | 1993 | 1°17′03.08″N 103°51′08.72″E | [ 50 ] |
| 32   | Pickering Operations Complex         | Ground-level view of a 40-storey, box-like building with windowless concrete siding and rounded anterior corners | 177         | 581          | 43    | 1986 | 1°17′06.84″N 103°50′56.87″E | [ 51 ] [ 52 ] |
| 33   | Robinson 77                          | Distant ground-level view of a 40-story building with a blue glass facade; the building has a rectangular cross-section and a diaginal roofline. | 176         | 577          | 40    | 1998 | 1°16′40.2″N 103°50′53.62″E  | [ 53 ] [ 54 ] |
| 34=  | The Concourse                        | Ground-level view of a building with an octagonal cross-section; the facade is white with dark, receded windows that appear to be continuous ridges from a distance | 175         | 574          | 43    | 1995 | 1°18′03.8″N 103°51′43.8″E   | [ 55 ] [ 56 ] |
| 34=  | Maybank Tower                        | Ground-level view of two 40-storey towers. The building on the left is very thin with a blue and grey facade. The building on the right has a square cross section with diagonal, cut-off corners and a tapering roofline.                                                                                    | 175         | 574          | 32    | 2002 | 1°17′09.37″N 103°51′08.53″E | [ 57 ] [ 58 ] |
| 36   | 6 Battery Road                       | Ground-level view of three 40-storey towers. The building on the left is very thin with a blue and grey facade. The building in the center has a square cross section with diagonal, cut-off corners and a tapering roofline. The building on the right is box-like with diagonal corners and a brown facade. | 174         | 571          | 44    | 1984 | 1°17′07.9″N 103°51′06.74″E  | Conosciuta anche come Standard Chartered Bank                                                                              |
| 37   | Samsung Hub                          | Ground-level view of a 30-storey building with protruding ledges, a spire, and a glass facade on the uppermost floors. | 172         | 564          | 30    | 2005 | 1°16′59.76″N 103°50′58.7″E  | [ 61 ] [ 62 ] |
| 38   | CPF Building                         | Distant view of a box-like building with receded windows and a dark grey, concrete facade | 171         | 561          | 46    | 1976 | 1°16′36.61″N 103°50′52.12″E | [ 63 ] [ 64 ] |
| 39   | One Shenton Way Tower 2              | One Shenton Way | 169         | 553          | 50    | 2011 |                             | [ 25 ] |
| 40   | Bank of China Building               | Ground-level view of a 40-storey white building with a square podium and star-shaped cross section | 168         | 551          | 36    | 2000 | 1°17′08.71″N 103°51′07.47″E | [ 65 ] [ 66 ] |
| 41=  | Fuji Xerox Towers                    | Box-like structure with grey, windowless siding and a large hole near the centre of the tower | 165         | 541          | 38    | 1987 | 1°16′23.54″N 103°50′37.46″E | [ 67 ] [ 68 ] |
| 41=  | Springleaf Tower                     | 40-storey building with a triangular cross section and rounded corner | 165         | 541          | 37    | 2002 | 1°16′31.06″N 103°50′46.85″E | [ 69 ] [ 70 ] |
| 43   | Icon Loft Tower 2                    | Ground-level view of a box-like, 50-storey tower with a rectangular cross section and a blue stripe on the lateral siding | 163         | 535          | 46    | 2007 | 1°16′31.1″N 103°50′42.91″E  | [ 71 ] [ 72 ] |
| 44   | United Overseas Bank Plaza Two       | Ground-level view of a 40-storey skyscraper with an octagonal cross section and a protruding, triangular ledge near the 20th floor | 162         | 531          | 38    | 1974 | 1°17′08″N 103°50′59″E       | [ 73 ] [ 74 ] |
| 45=  | Centennial Tower                     | Ground-level view of a 40-storey skyscraper with a rounded facade and an open, lattice-work structure on the roof | 158         | 518          | 37    | 1997 | 1°17′36.32″N 103°51′36.55″E | [ 75 ] [ 76 ] |
| 45=  | Hong Leong Building                  | Ground-level view of a 45-storey, box-like building with a square cross section | 158         | 518          | 45    | 1976 | 1°16′52.61″N 103°51′03.11″E | [ 77 ] [ 78 ] |
| 45=  | Raffles City Tower                   | Ground-level view of the three skyscrapers, each successively taller from left to right. The towers have white facades with dark windows and a rectangular cross-section, and the building farthest to the right is the most prominent.                                                                       | 158         | 518          | 42    | 1986 | 1°17′37″N 103°51′11″E       | [ 79 ] [ 80 ] |
| 48=  | The Pinnacle@Duxton Block 1A         | The Pinnacle@Duxton. | 156         | 521          | 50    | 2009 | 1°16′36″N 103°50′29″E       | [ 81 ] [ 82 ] |
| 48=  | The Pinnacle@Duxton Block 1B         | The Pinnacle@Duxton. | 156         | 521          | 50    | 2009 | 1°16′36″N 103°50′29″E       | [ 83 ] [ 84 ] |
| 48=  | The Pinnacle@Duxton Block 1C         | The Pinnacle@Duxton. | 156         | 521          | 51    | 2009 | 1°16′36″N 103°50′29″E       | [ 85 ] [ 86 ] |
| 48=  | The Pinnacle@Duxton Block 1D         | The Pinnacle@Duxton. | 156         | 521          | 50    | 2009 | 1°16′36″N 103°50′29″E       | [ 87 ] [ 88 ] |
| 48=  | The Pinnacle@Duxton Block 1E         | The Pinnacle@Duxton. | 156         | 521          | 50    | 2009 | 1°16′36″N 103°50′29″E       | [ 89 ] [ 90 ] |
| 48=  | The Pinnacle@Duxton Block 1F         | The Pinnacle@Duxton. | 156         | 521          | 50    | 2009 | 1°16′36″N 103°50′29″E       | [ 91 ] [ 92 ] |
| 48=  | The Pinnacle@Duxton Block 1G         | The Pinnacle@Duxton. | 156         | 521          | 50    | 2009 | 1°16′36″N 103°50′29″E       | [ 93 ] [ 94 ] |
| 55   | One George Street                    | Ground-level view of a 20-storey skyscraper with a brown facade; the building has a rectangular cross section and is cut-off roughly 10 stories up, with the uppermost 10 floors partially protruding out over the street below.                                                                              | 153         | 502          | 23    | 2004 | 1°17′08.79″N 103°50′51.75″E | [ 95 ] [ 96 ] |
| 56=  | Chevron House                        | Ground-level view of a narrow, 30-storey skyscraper with a rectangular cross section and rounded anterior siding; a protruding circular spire is visible on the roof. | 152         | 499          | 33    | 1993 | 1°17′03.81″N 103°51′06.64″E | [ 97 ] [ 98 ] |
| 56=  | Meritus Mandarin Singapore Tower Two | Ground-level view of two concrete towers; the one on the right is more prominent, and has a windowless anterior facade with triangular structures protruding from the roof. | 152         | 499          | 40    | 1973 | 1°18′07.6″N 103°50′10″E     | [ 99 ] [ 100 ] |
| 56=  | UIC Building                         | UIC building as seen from Shenton Way | 152         | 499          | 40    | 1973 | 1°16′40.51″N 103°50′58.49″E | [ 101 ] [ 102 ] |
| 59=  | OUE Downtown Tower Two               | – | 150         | 492          | 36    | 1994 | 1°16′37.4″N 103°50′54.06″E  | [ 103 ] |
| 59=  | The Gateway East                     | Ground-level view of a sharp, narrow corner on a building with a striped metal and glass facade | 150         | 492          | 37    | 1990 | 1°17′55.71″N 103°51′32.15″E | [ 104 ] [ 105 ] |
| 59=  | The Gateway West                     | Ground-level view of a sharp, narrow corner on a building with a metal and glass facade | 150         | 492          | 37    | 1990 | 1°17′55.71″N 103°51′32.15″E | [ 106 ] [ 107 ] |
| 59=  | Lippo Centre                         | Ground-level view of a 30-storey, box-like structure with a square cross section. The corner is windowless and slightly receded from the rest of the structure. | 150         | 492          | 34    | 1990 | 1°16′23.03″N 103°50′40.38″E | [ 108 ] [ 109 ] |
| 63=  | Meritus Mandarin Singapore Tower One | Ground-level view of two concrete towers; the one on the right is more prominent, and has a windowless lateral facade with triangular structures protruding from the roof. | 144         | 472          | 36    | 1971 | 1°18′07.6″N 103°50′10″E     | [ 110 ] |
| 63=  | Parkview Square                      | Distant view of a 25-storey building with a bronze facade and several vertical ridges that continue upward to the roofline | 144         | 472          | 24    | 2002 | 1°18′00.5″N 103°51′27.48″E  | [ 111 ] [ 112 ] |
| 65=  | Comcentre                            | Ground-level view of a building with a rectangular cross section. Two sides of the tower are visible; one has a concrete, windowless facade while the other's facade is a glass curtain wall. | 140         | 459          | 32    | 1980 | 1°17′56.96″N 103°50′17.99″E | [ 113 ] [ 114 ] |
| 65=  | One Raffles Quay South Tower         | Ground-level view of two square buildings with identical all-glass facades | 140         | 459          | 29    | 2006 | 1°16′53.04″N 103°51′06.52″E | [ 115 ] |

### In costruzione
| Nome                 | Immagine | Altezza (m)* | Altezza (ft)* | Piani | Anno (est.) | Coordinate | Note    |
| -------------------- | -------- | ------------ | ------------- | ----- | ----------- | ---------- | ------- |
| Tanjong Pagar Centre |          | 290          | 951           | 64    | 2016        |            | [ 116 ] |
| Sky Suites @ Anson   |          | 250          | 820           | 71    | 2014        |            | [ 117 ] |
| Altez                |          | 250          | 820           | 62    | 2014        |            | [ 118 ] |
| Marina Bay Suites    |          | 239          | 784           | 65    | 2014        |            | [ 119 ] |
| DUO Residences       |          | 192.80       |               |       |             |            |         |
| DUO Tower            |          | 185.35       | 608.10        | 39    | 2017        |            | [ 120 ] |

* voci della tabella senza testo indicano che le informazioni relative altezze degli edifici non è ancora stato rilasciato.